# Acrofobia
L'acrofobia (dal greco antico ἄκρον, ákron, "cima, sommità" e φόβος, phóbos, "paura") è la paura delle altezze e dei luoghi elevati.

## Sintomatologia
Come le altre fobie, si manifesta con sintomi somatici e sintomi psichici. Entrambi costituiscono in origine reazioni adattive dell'organismo a una situazione di pericolo, che predispongono l'individuo a una reazione del tipo "attacca o fuggi"; diventano tuttavia disadattive o patologiche quando superano una certa soglia di intensità o quando si verifica una eccessiva generalizzazione, cioè quando si manifestano di fronte a situazioni che non costituiscono un pericolo oggettivo.
Fra i sintomi somatici più comuni vi sono la tachicardia, i tremori, la sudorazione eccessiva . I sintomi psichici includono diverse manifestazioni ansiose, ma possono arrivare attacchi di panico e perfino situazioni di tipo dissociativo nei casi più gravi. Nell'individuo con acrofobia questi sintomi si possono manifestare quando si trova nella situazione specifica, cioè in un luogo elevato come un ascensore, un balcone, la sommità di un rilievo. Poiché le fobie tendono a generalizzarsi, è però possibile che i sintomi si manifestino con la stessa intensità anche soltanto immaginando la situazione fobica.
Trattandosi di un sintomo, la fobia può manifestarsi in forma isolata o essere ricollegabile a diversi quadri psicopatologici o sindromici. Spesso rientra in un quadro di tipo nevrotico, che prende perciò la denominazione di nevrosi fobica o di nevrosi ossessivo-fobica. Sintomi fobici possono manifestarsi anche in situazioni psicopatologiche più gravi, senza assumere un rilievo nosografico a sé stante.
Rispetto all'origine di questo tipo di fobie sussistono interpretazioni diverse, connesse alle diverse scuole formative nell'ambito della psicologia e ai dati relativi al contesto di vita dell'individuo. Queste descrizioni vanno da quelle di ambito comportamentista, che fanno riferimento ad esperienze paurose vissute in situazioni precedenti, poi generalizzatesi per condizionamento classico, a interpretazioni a carattere più simbolico che caratterizzano le scuole psicodinamiche, a un'alterazione delle relazioni all'interno del sistema di riferimento dell'individuo tale per cui il sintomo mantiene l'equilibrio del sistema stesso, caratteristico delle scuole sistemico-relazionali.
Da questo discendono varie forme di intervento, che comprendono la desensibilizzazione sistematica e il biofeedback, più utilizzate in ambito comportamentista, alle diverse forme di psicoterapia psicodinamica, cognitiva o sistemica. Per esempio, nella desensibilizzazione sistematica si esporrà il soggetto a stimoli ansiogeni costituiti da immagini o situazioni connesse a luoghi elevati, sottoponendolo contemporaneamente a sedute di rilassamento, finché la reazione ansiosa viene progressivamente annullata.